# Trichoniscus jeanelli
Trichoniscus jeanelli är en kräftdjursart som beskrevs av Paulian de Felice 1940E. Trichoniscus jeanelli ingår i släktet Trichoniscus och familjen Trichoniscidae. Inga underarter finns listade i Catalogue of Life.